# 林迪希
林迪希是德国图林根州的一个市镇。总面积4.56平方公里，总人口229人（2020年12月31日），人口密度54人/平方公里。